# Наступление на Посуэло
Наступление на Посуэло (исп. Ofensiva de Pozuelo) или Первое сражение на Корунской дороге (исп. Primera batalla de la carretera de La Coruña) —  наступление войск националистов во время испанской гражданской войны к югу от Посуэло-де-Аларкон (окрестности Мадрида) с 29 ноября по 3 декабря 1936 года.

## Планы и силы сторон
После того, как в ноябре 1936 года войска мятежников потерпели неудачу в своей попытке занять Мадрид через Каса-де-Кампо, их левый фланг находился под угрозой со стороны сектора Посуэло, откуда республиканцы могли нанести удар по Каса-де-Кампо, чтобы изолировать войска мятежников у Университетского городка. 
Чтобы избежать этой угрозы, националисты спланировали наступление на Посуэло, чтобы достичь шоссе на Ла-Корунью на уровне Аравака и доминировать над всем левым руслом реки Мансанарес. Одновременно Франко планировал перекрыть подачу воды и электричества в Мадрид из Сьерра-де-Гуадаррама. 
Для этого наступления франкисты создали три колонны и артиллерийскую группу под общим командованием полковника Гарсиа Эскамеса, всего около 7000 человек, в основном марокканцы и легионеры. Их войска были усилены 30 немецкими танками Panzer I и 44 орудиями тяжелой артиллерии. С воздуха наступление поддерживали 30 бомбардировщиков Легиона «Кондор».
Со стороны республиканцев сектор Посуэло защищала 3-я бригада Хосе Галана, состоявшая примерно из 3200 человек, имевшая одну пушку, в том числе противотанковую.

## Наступление
29 ноября националисты, неожиданно для республиканцев, после бомбардировки их позиций с воздуха, начали наступление и подошли колонной Алонсо на расстояние 5 километров от Посуэло. Левое крыло Гавилана прикрывало фланг основной колонны, а колонна Бартомеу продвигалась к югу от Умеры. К концу дня войска мятежников были остановлены перед Посуэло и Умерой.
Осознав опасность, республиканское командование перебросило к Посуэло четыре батальона, один из них интернациональный (в общей сложности 2000 человек). 30 ноября войска мятежников продолжали атаковать сектор и заняли Посуэло, но когда 1 декабря республиканцы при поддержке 20 танков Т-26 контратаковали в Каса-де-Кампо, правда, неудачно, на время прекратили наступление.
2 декабря республиканцы при поддержке танков смогли отбить территорию к югу от Посуэло. 
3 декабря мятежники возобновили наступление, перенеся главный удар на Умеру, но не смогли добиться успеха. 

## Результаты
Наступление было прекращено. Националисты заняли только Боадилья-дель-Монте и Вильянуэва-де-ла-Каньяда и не смогли отрезать Мадрид с севера. 
Однако необходимость защищать этот фланг заставит мятежников начать еще одну атаку в середине декабря - второе сражение на Корунской дороге